# Pterodroma feae
Il petrello di Capo Verde (Pterodroma feae (Salvadori, 1900)) è un uccello della famiglia Procellariidae, endemico di Capo Verde.